# Ludde (fiskedrag)
Ludde är ett skeddrag tillverkat av gjutepoxilim (epoxilim). Efter att draget tas ur gjutformen slipas det för att därefter lackeras i flera omgångar för att uppnå en hög glans och ett djup i lacken. Draget används främst till att fånga havsöring. Ludde är uppkallat efter sin tillverkare som har detta namn som sitt smeknamn. Ett av de första skeddragen tillverkade i gjutepoxi, No Name (fiskedrag)påminner om detta skeddrag.